# 安塔皮特山
13°31′05″S 74°32′57″W / 13.51806°S 74.54917°W
安塔皮特山（Antapite），是秘魯的山峰，位於該國中南部阿亞庫喬大區，由帕拉斯區和托托斯區負責管轄，屬於安地斯山脈的一部分，海拔高度4,410米。